# Gian Giacomo Contiero
Gian Giacomo Contiero, anche Contieri (fl. XVIII secolo), è stato uno scultore italiano.
Fu attivo in Friuli nella seconda metà del XVIII secolo, documentato tra il 1749 e il 1787–1788. Firmava spesso le sue opere come Iacobus Contiero Patavino, suggerendo origini padovane, anche se la sua attività principale si svolse in Friuli.
Realizzò numerosi altari e statue per chiese in località come Udine, Cividale, Dignano, Arba, Buttrio e molte altre. Il suo stile si rifaceva alla tradizione veneta, influenzato da maestri come Torretti, Bonazza e Morlaiter, ma con esiti a volte più semplici e "provinciali", in linea con altri artisti locali come i Mattiussi.
Il suo nome è stato a lungo confuso con quello di un altro scultore padovano, Giacomo Contiero, attivo tra il 1698 e il 1728. Alcuni studiosi ipotizzano che Gian Giacomo fosse suo figlio o comunque un continuatore della bottega

## Opere

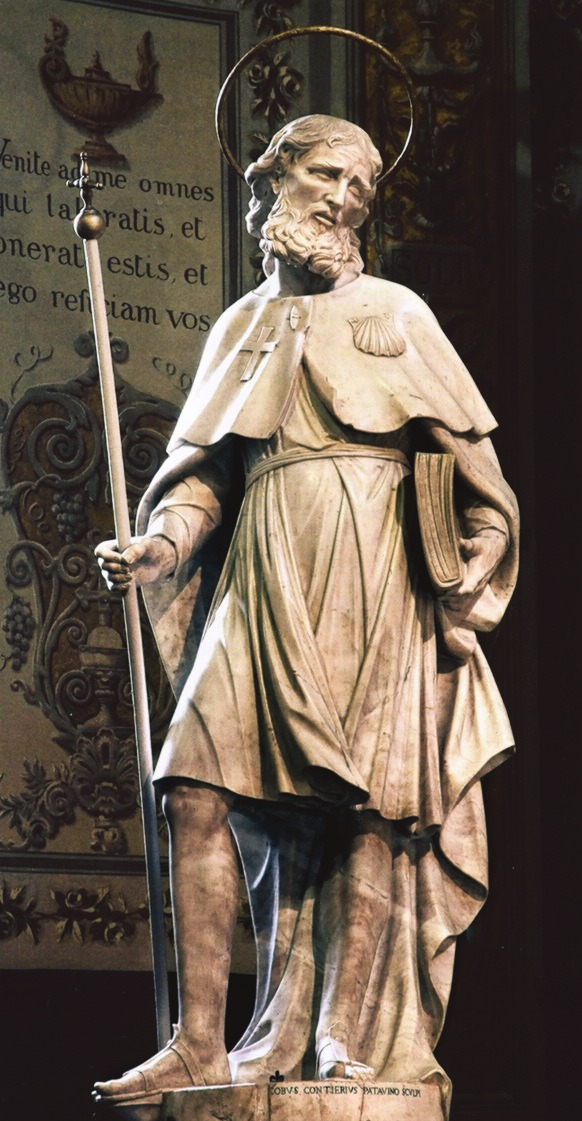
San Giacomo, Chiesa di San Giacomo Apostolo, Udine

- San Pietro e San Paolo (1740 circa), nella chiesa parrocchiale di Barazzetto, Coseano
- San Filippo e San Giacomo, (post 1738-40 circa) per l'altare maggiore, nella chiesa di san Giacomo Apostolo a Udine
- Sant'Antonio e San Sebastiano, (1749 circa), chiesa parrocchiale di San Sebastiano di Dignano al Tagliamento
- Elia ed Enoc, (1749 circa), chiesa dei Santi Cosma e Damiano martiri di Ciconicco
- Angelo e  Vergine Annunciata (ripresa dall'Annunciazione di Giuseppe Torretti del duomo di Udine) e i santi Bartolomeo e Antonio, pieve di Santa Maria Assunta, Fagagna
- Sant'Anselmo e San Rachtis, (1745-50 circa), chiesa di San Martino, Cividale del Friuli
- San Gioacchino e Santa Anna e paliotto firmato, (1750 circa), chiesa di San Giacomo, Coseano
- San Pietro e San Paolo, (1750), nella chiesa di Santa Maria delle Grazie di Andreis
- arcangeli Raffaele e Michele del paliotto dell'altare, firmato (1751), Chiesa di San Michele Arcangelo di Arba